# ایوکو

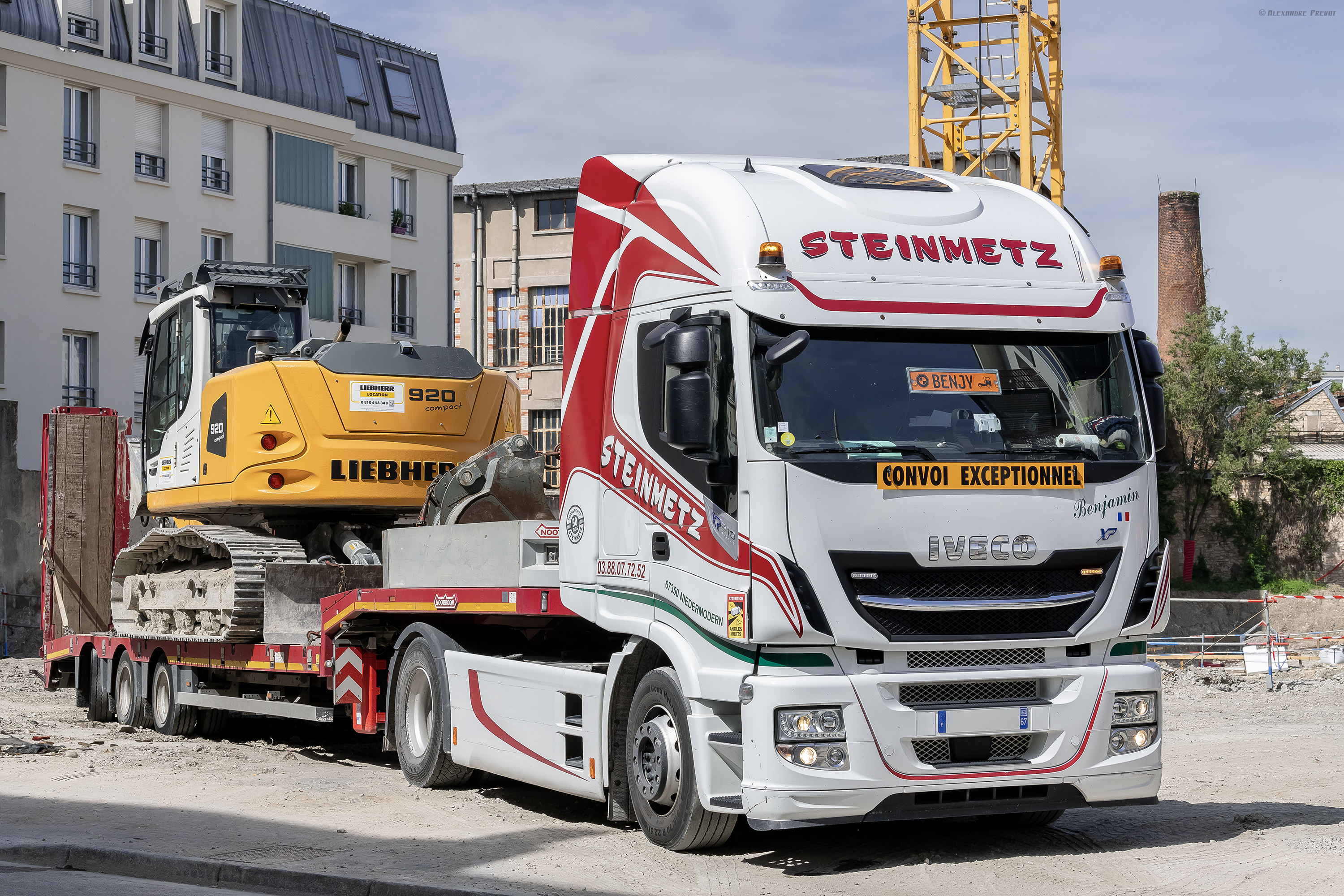
ایوكو استراليس XP 510

ایوِکو ان.فی. (به هلندی: Iveco N.V.) شرکت خودروسازی چندملیتی ایتالیایی است، که در زمینه طراحی، توسعهٔ فناوری و تولید انواع کامیون و اتوبوس فعالیت می‌کند و دفتر مرکزی و کارخانه اصلی آن، در شهر تورین، ایتالیا قرار دارند. این شرکت به‌واسطه شرکت تابعه خود یعنی اف‌پی‌تی اینداستریال، طراح، سازنده و توسعه‌دهنده انواع گیربکس، اکسل و موتورهای دیزل نیز می‌باشد.
این شرکت، شاخه‌ای از شرکت سی‌ان‌ایچ اینداستریال محسوب می‌شد که در ژانویه سال ۲۰۲۲ از این شرکت جدا گردید. ایوکو سالیانه حدود ۲۰۰،۰۰۰ خودروی تجاری و ۴۶۰،۰۰۰ موتور دیزلی تولید می‌کند. از آغاز تا پایان سال ۲۰۰۷ میلادی، این شرکت ۱۱٫۱۹ میلیارد یورو از فروش محصولاتش به‌دست‌آورده بود.
نام ایوکو؛ مخفف نام ابرشرکت صنعتی وسیله‌نقلیه (به انگلیسی: Industrial Vehicle Corporation) است. این شرکت از مشارکت، ادغام و سرمایه‌گذاری چند شرکت اروپایی در صنعت خودروهای تجاری، از جمله فیات، لانچیا و افیسینه مکانیکه، یونیک و ماگیروس در سال ۱۹۷۵ تشکیل شد.
امروزه شرکت ایوکو نقش پررنگی را در بازار خودروهای تجاری و بازار موتورهای دیزلی از جمله موتورهای دریایی، موتورهای لکوموتیو و دیزل‌ژنراتورها با ظرفیت‌هایی تا قدرت ۱۰۰۰ اسب‌بخار، بازی می‌کند. بیشترین فروش این شرکت را خودروهای ترابری مسافر، وسایل نقلیه تجاری، ماشین‌آلات نظامی و کامیون‌های ۳٫۵ تنی، تشکیل می‌دهند.
اکنون اکسور ان.وی. مالک ۲۷٫۱٪ از سهام ایوکو است. بخشی از سهام ایوکو در بورس سهام ایتالیا معامله می‌شود.

## نگارخانه

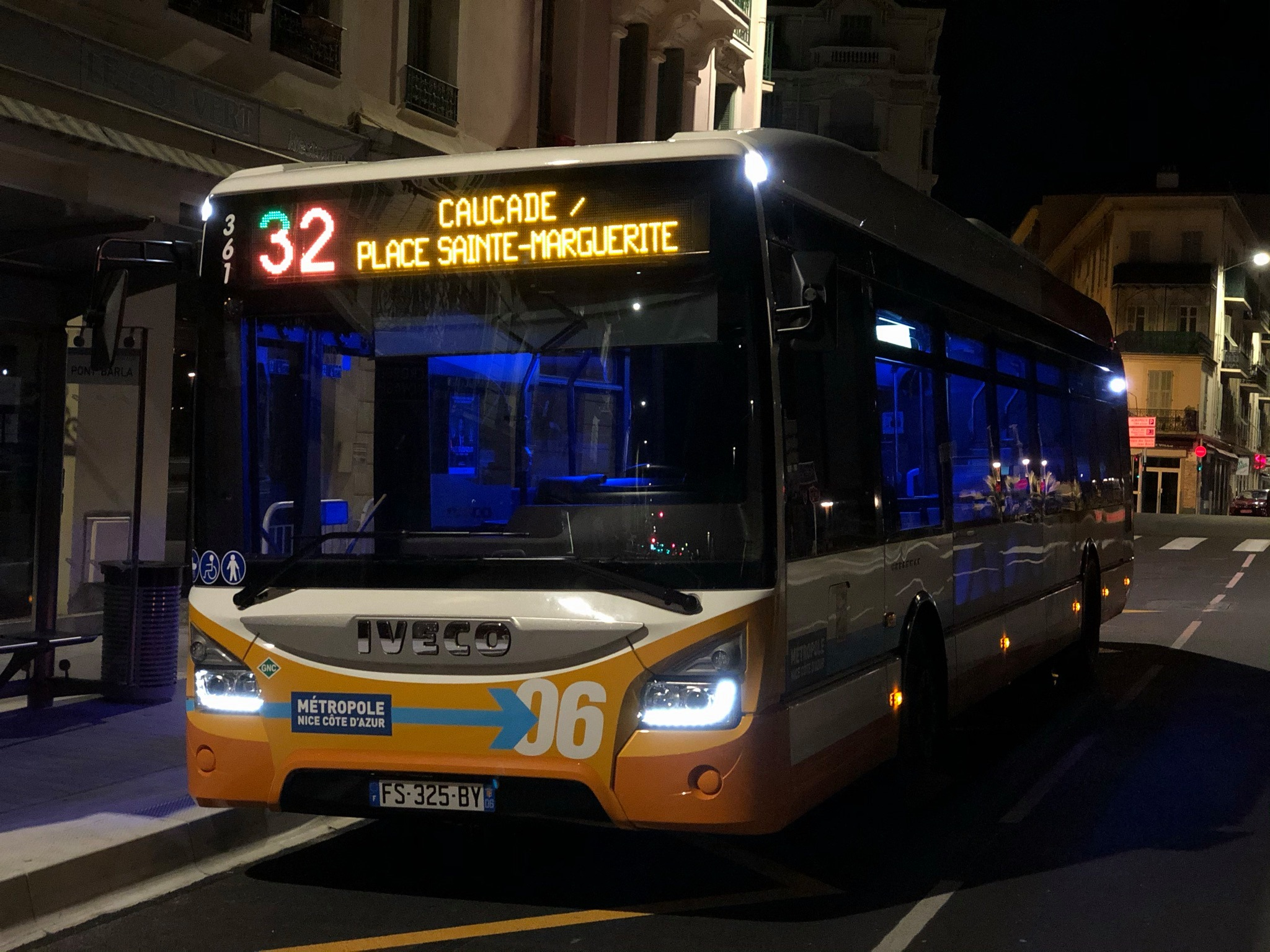
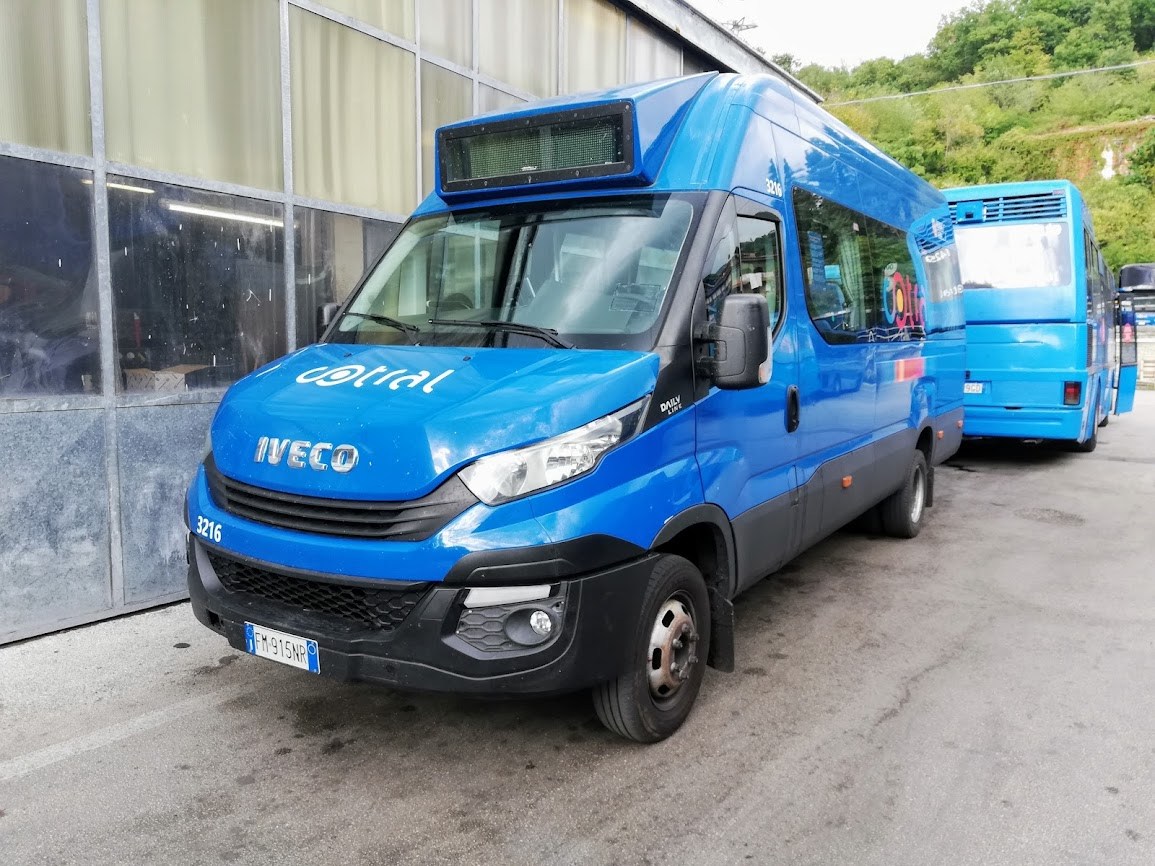
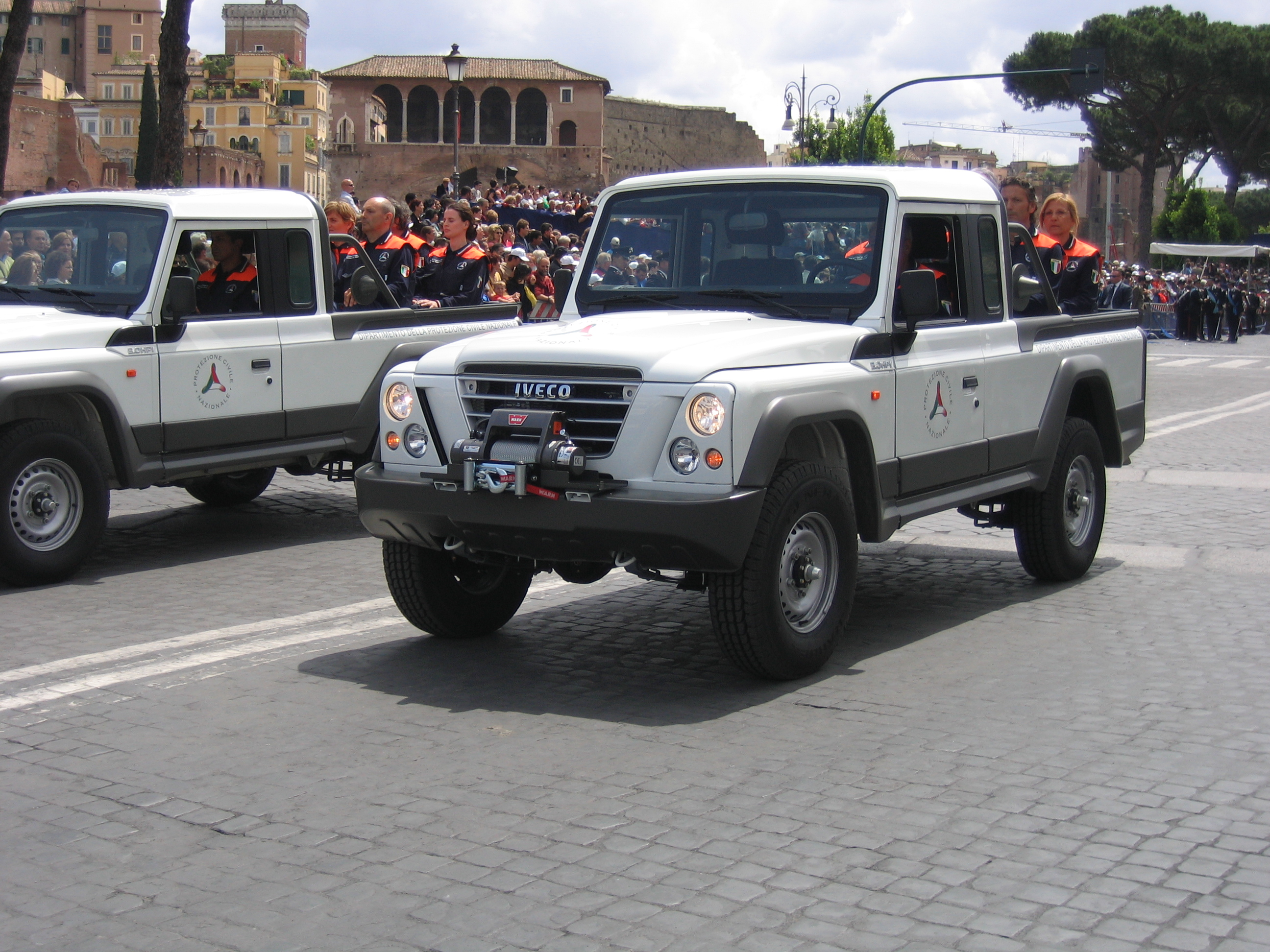
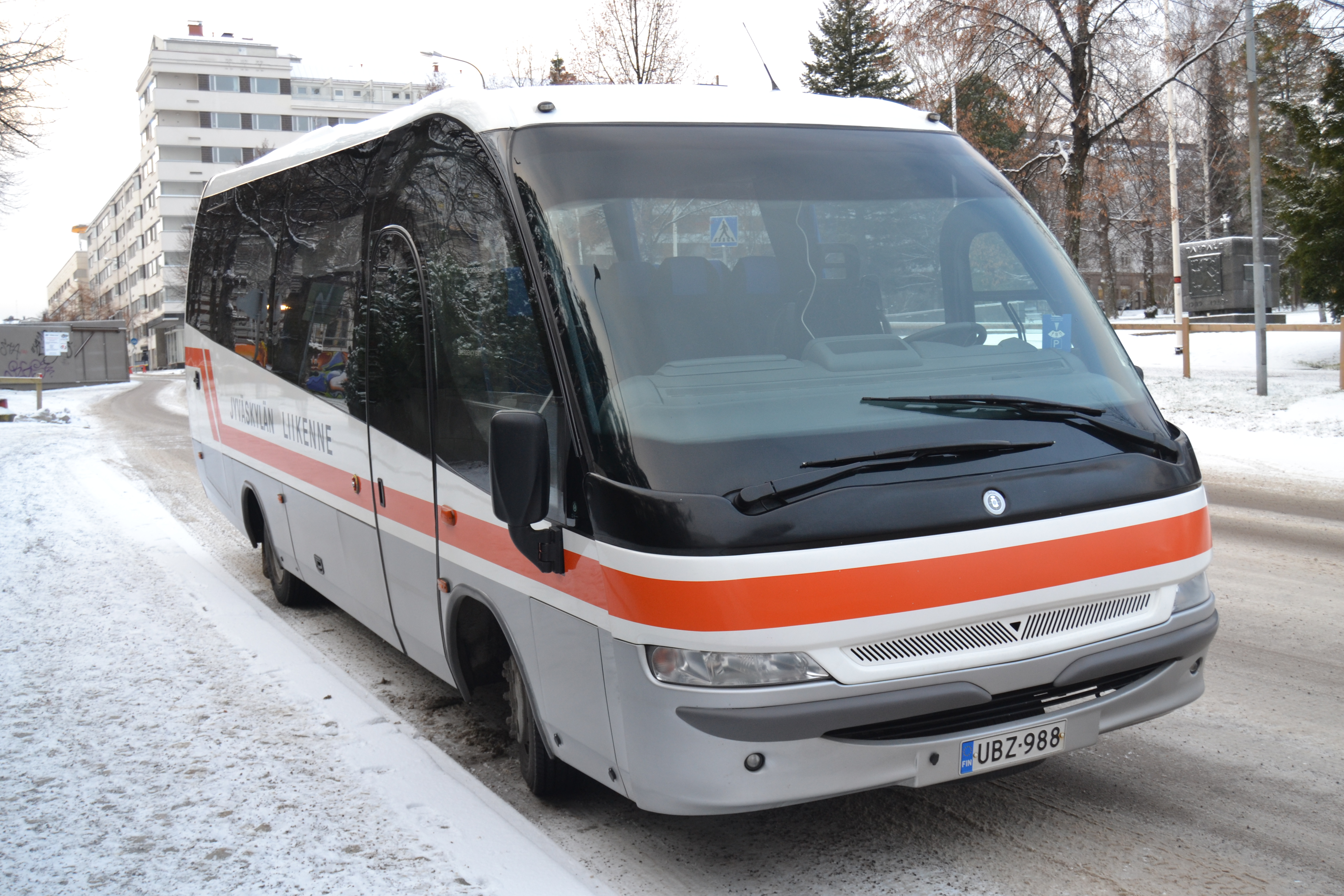
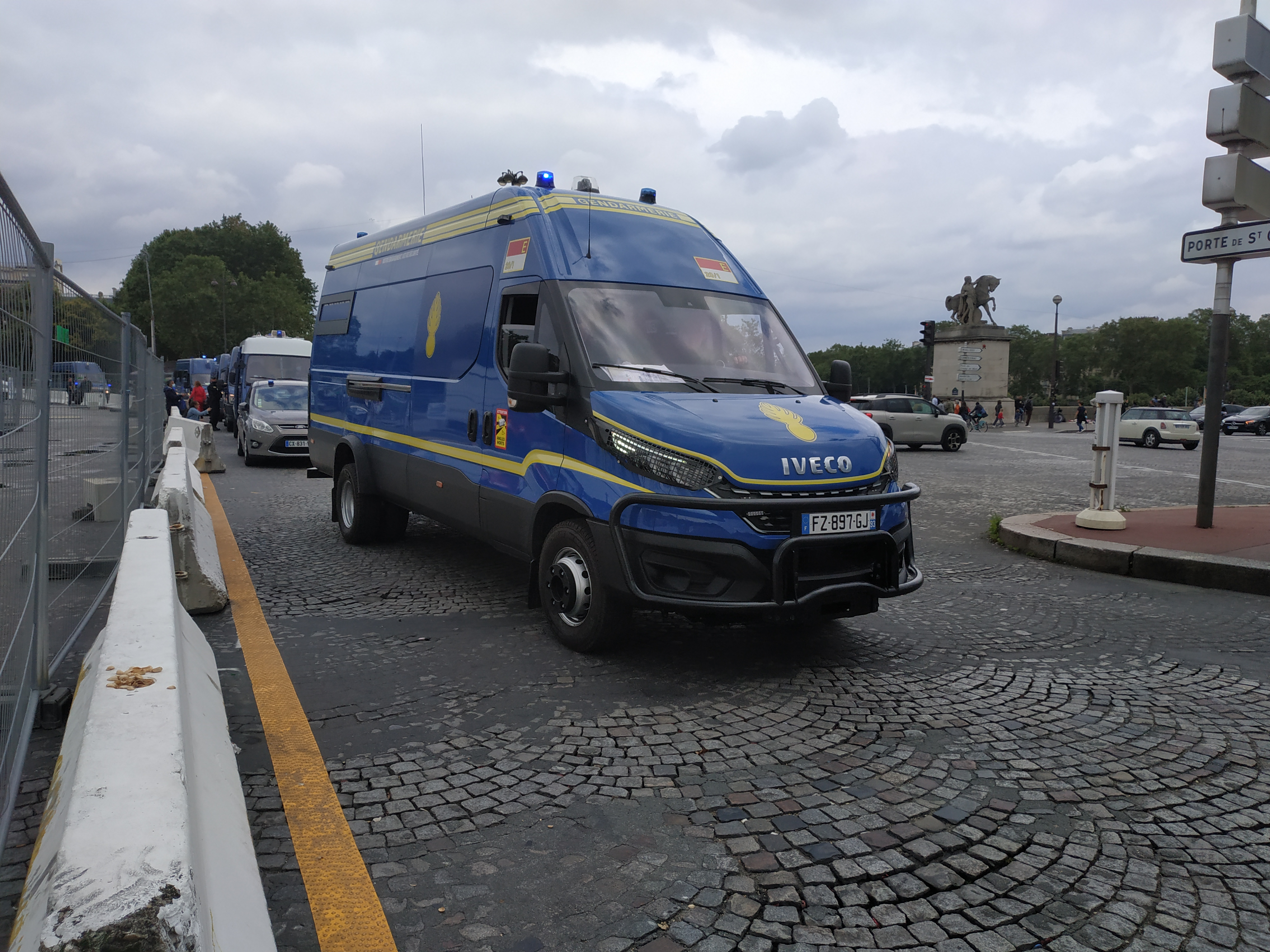
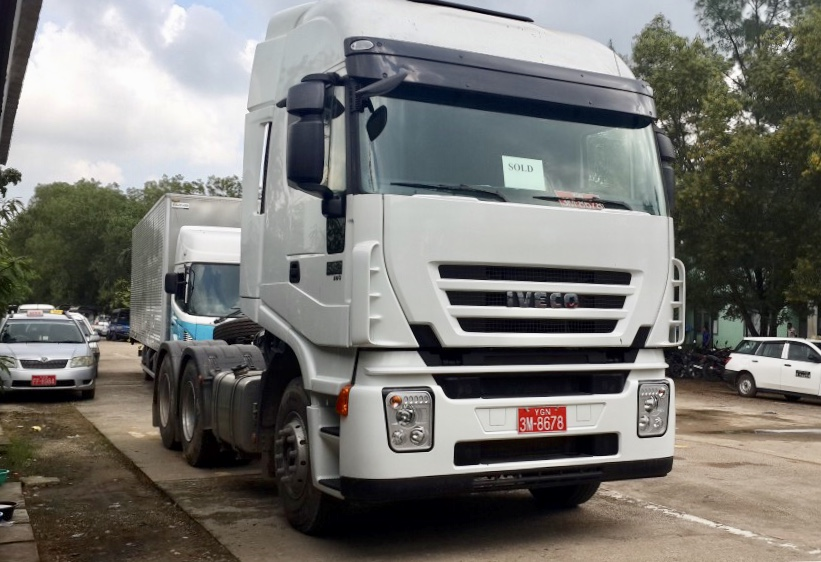
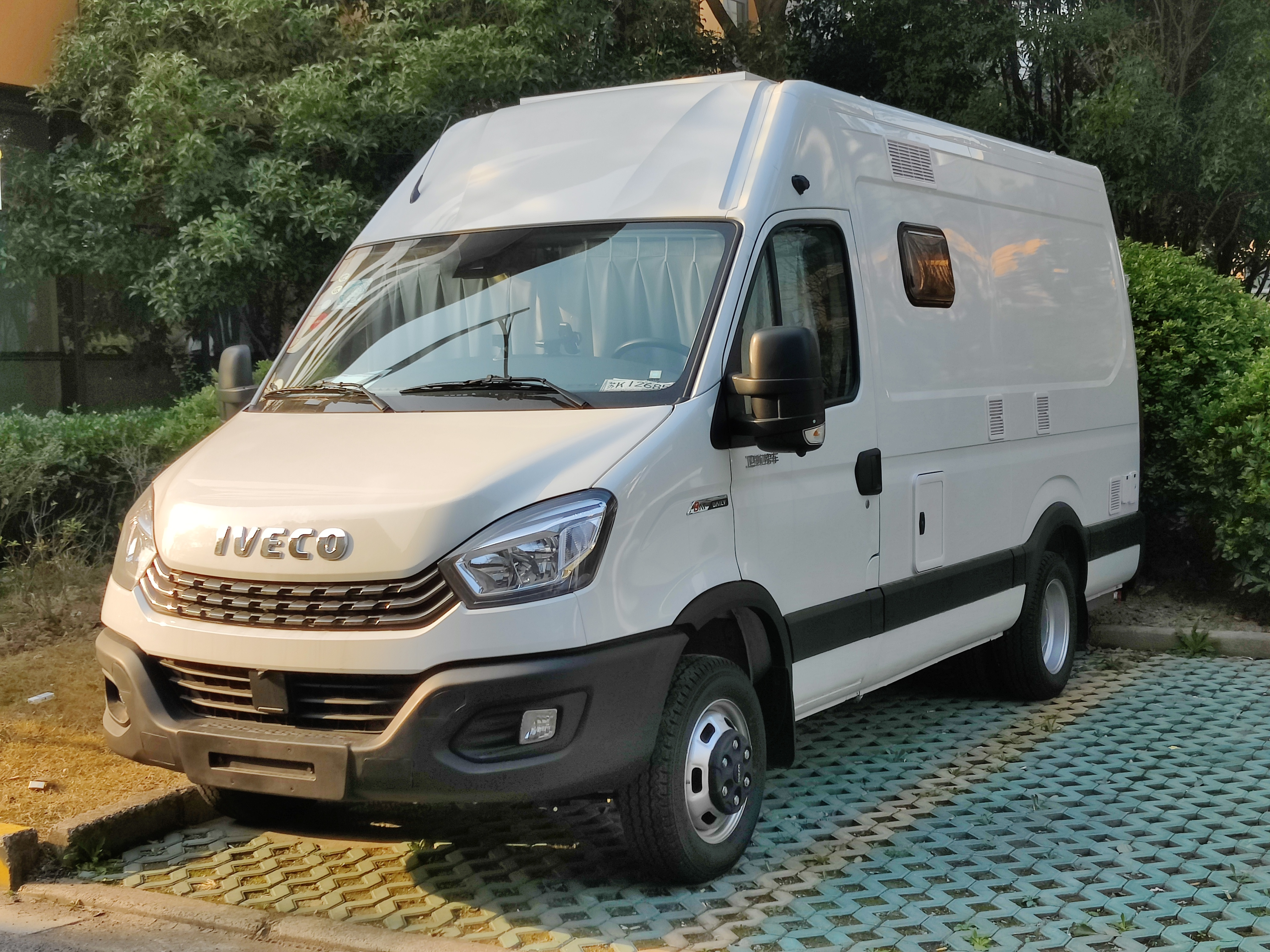
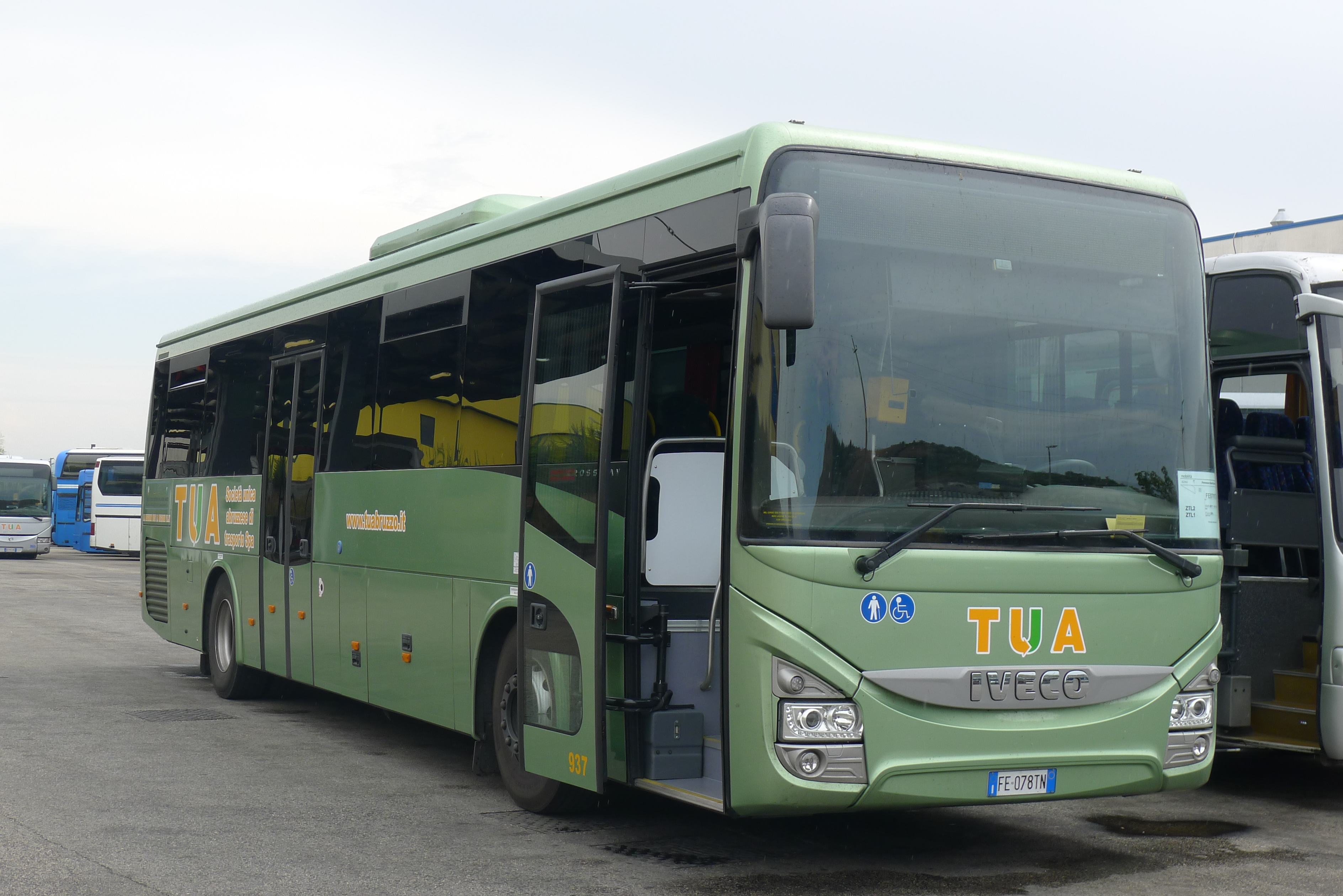
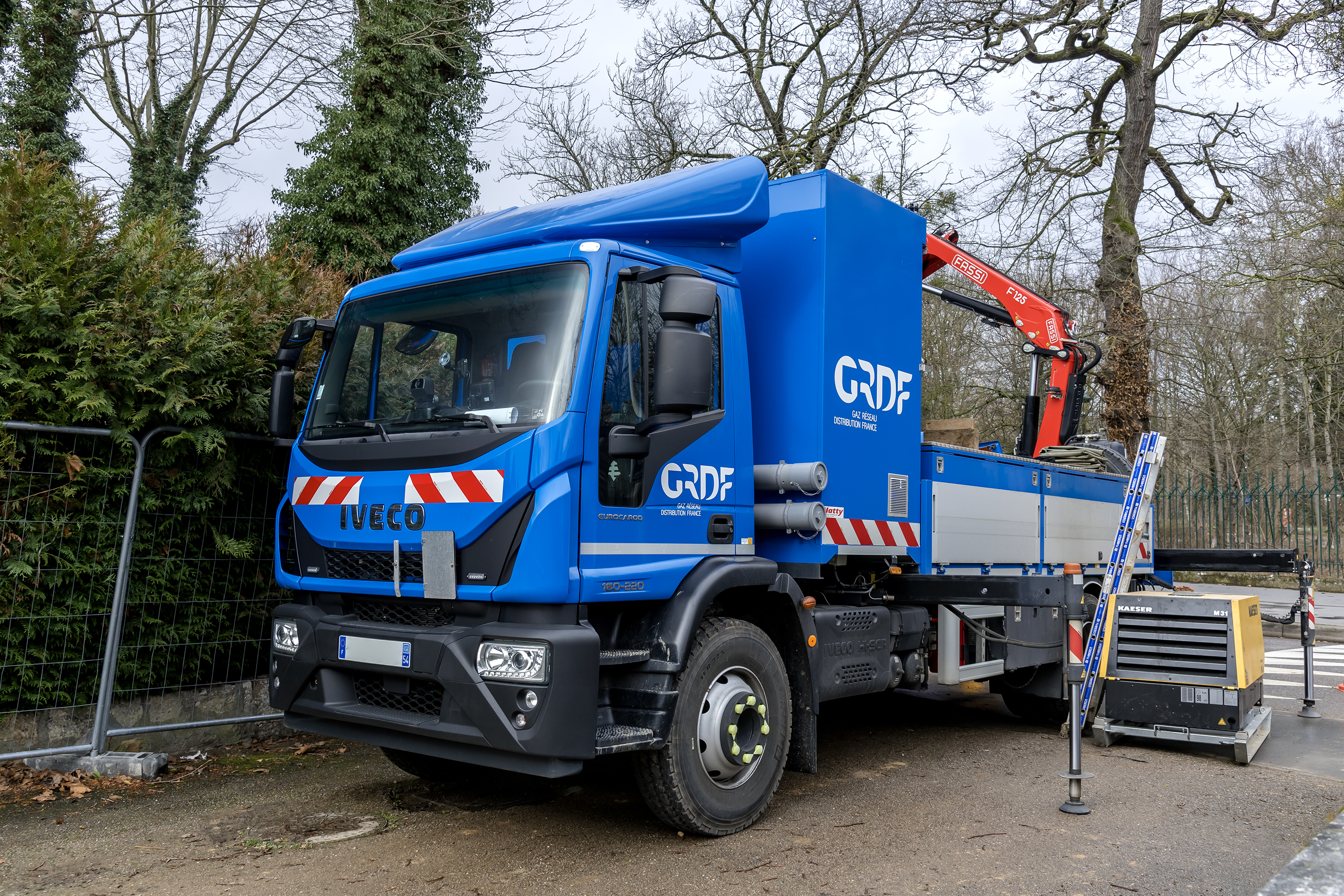
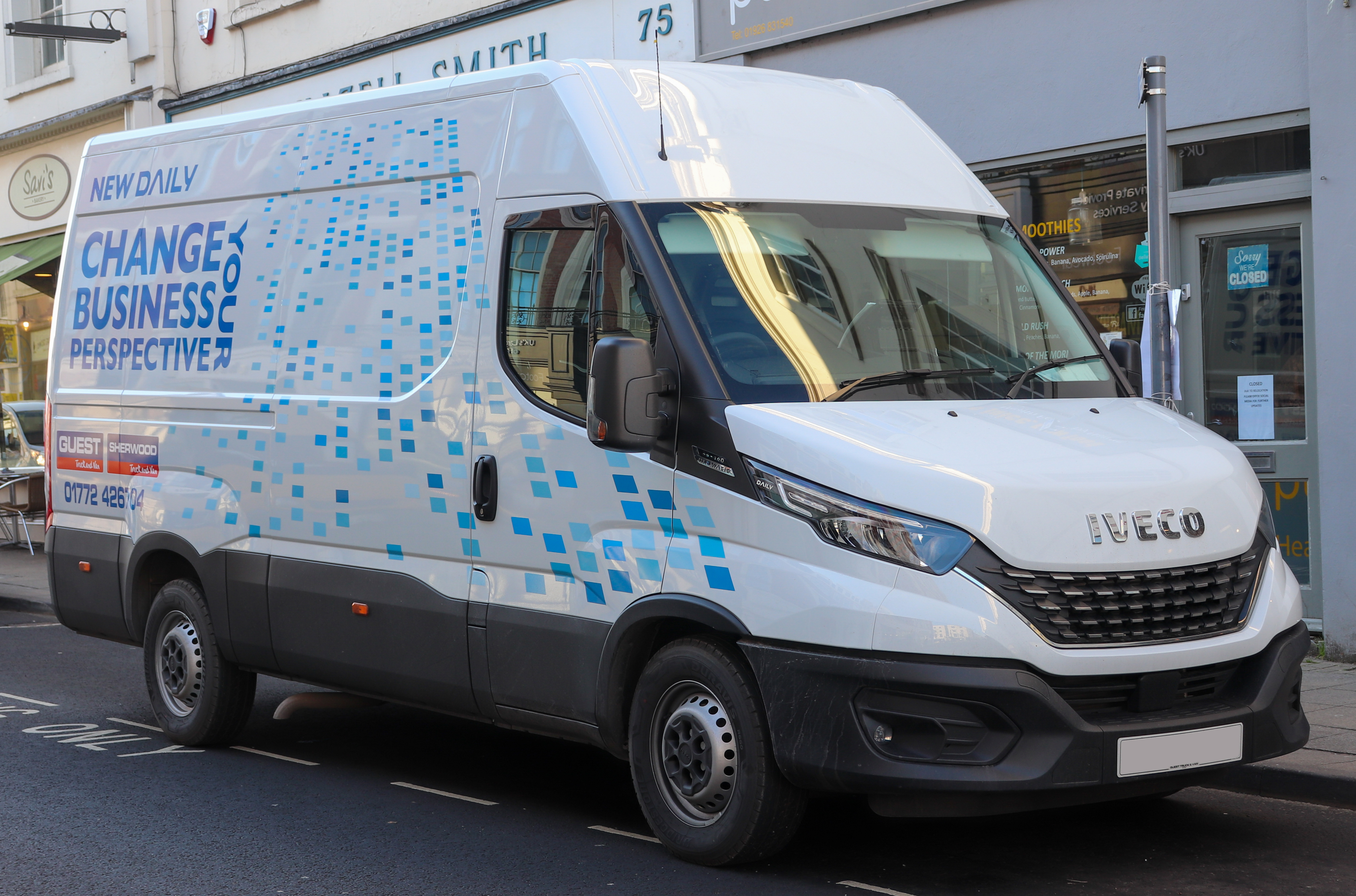
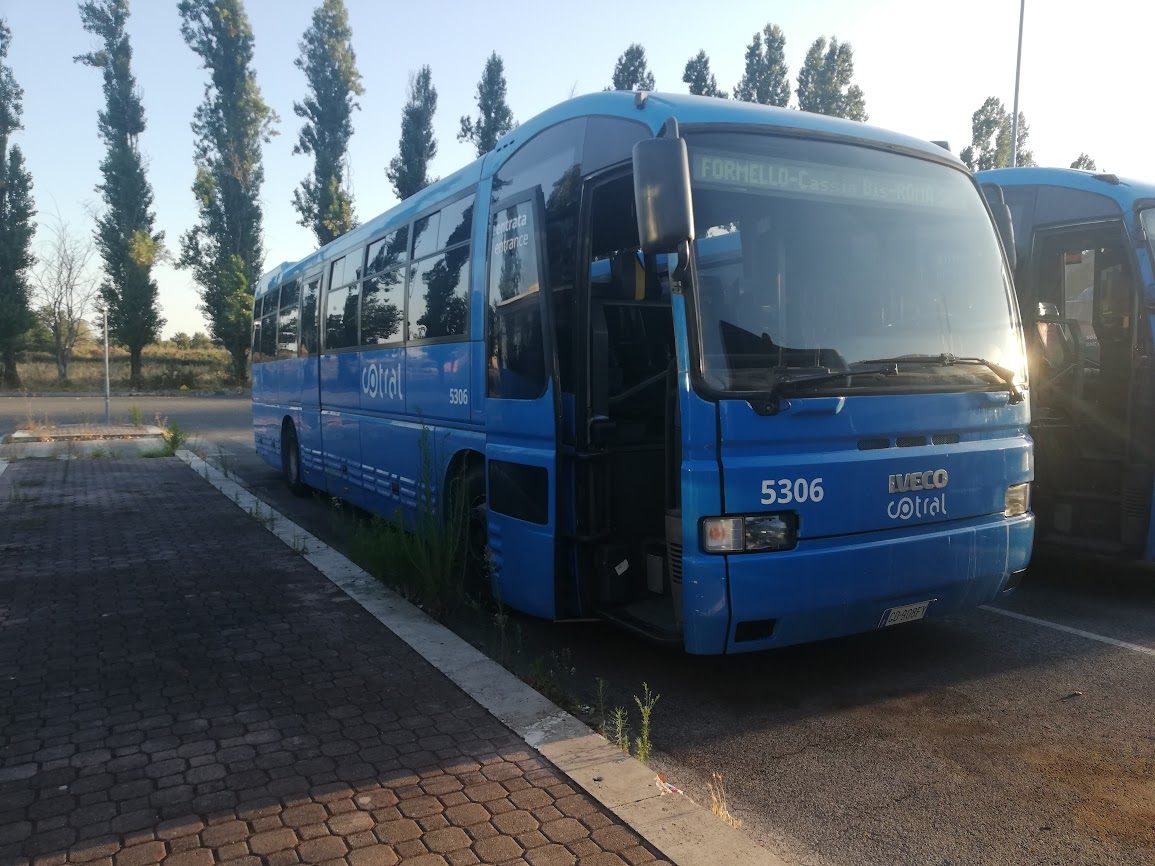